# Joyce Boye
Joyce Boye est une scientifique en recherche alimentaire à Agriculture et Agroalimentaire Canada (AAFC) spécialisée dans la transformation des aliments à valeur ajoutée ainsi qu’en salubrité et en qualité des aliments. Elle possède une connaissance spécialisée des protéines végétales et de leur contribution à l’amélioration de la santé et de la nutrition humaines . L’Organisation des Nations unies pour l’alimentation et l’agriculture (FAO) a nommé Joyce Boye ambassadrice spéciale pour l’Amérique du Nord par dans le cadre de l’Année internationale des légumineuses 2016 .

## Biographie
Joyce Boye détient un baccalauréat en génie chimique (université des sciences et de la technologie, Ghana) ainsi qu’un doctorat en science des aliments (Département de la science alimentaire et de l’agrochimie, Université McGill, Montréal [Québec]) . Après avoir travaillé à AAC pendant un an en tant que boursière postdoctorale, elle s’est jointe au ministère en 1997 à titre de chercheuse scientifique au Centre de recherche et de développement sur les aliments, à Saint-Hyacinthe (Québec), où elle a dirigé différents projets de recherche dans les domaines de la transformation des aliments à valeur ajoutée, de la salubrité et de la qualité des aliments. 
Outre ses activités de recherche à AAC, elle a également occupé des fonctions d’analyste principale des politiques, de coordonnatrice de programmes et de coordonnatrice de la stratégie du secteur agroalimentaire, ainsi que de directrice par intérim, recherche, développement et technologie, aux centres de recherche de Fredericton, Kentville et St-John. Elle a également été professeure auxiliaire au Département de génie des bioressources, Université McGill, Canada. Elle occupe actuellement les fonctions de directrice, recherche, développement et technologie (RDT), pour les centres de recherche d’AAC en Colombie-Britannique.

## Carrière
Joyce Boye a effectué des travaux d’envergure sur les légumineuses (pois, lentilles, pois chiches, haricots), le soja, les produits à base de soja et le canola, en collaboration avec le secteur privé afin de mettre au point de nouvelles techniques de transformation et des nouveaux produits alimentaires . Ses projets ont permis de produire plusieurs déclarations d’inventions et des produits alimentaires nouveaux et de conclure des accords de licence entre AAC et les entreprises collaboratrices .
Elle a rédigé, seule ou en collaboration, plus de 275 articles scientifiques et techniques, rapports et exposés, dont 85 articles scientifiques révisés par les pairs et 29 chapitres de livres, elle a aussi été rédactrice en chef ou corédactrice en chef de quatre ouvrages scientifiques.
Sur la scène internationale, Dre Boye a agi comme spécialiste des initiatives mondiales sur la nutrition humaine . Elle a participé à titre de membre au Groupe de travail sur la nutrition de l’Initiative des mécanismes de renouvellement en agriculture de la Banque mondiale créé par les membres du G20 et a agi comme spécialiste invitée pour l’Organisation des Nations unies pour l’alimentation et l’agriculture à Rome, où elle a contribué à la consultation d’experts internationaux de la FAO sur l’évaluation de la qualité des protéines dans la nutrition humaine.

## Honneurs et distinctions
- Ambassadrice spéciale de l’Année internationale des légumineuses 2016 (AIL) [5]
- Membre du Club Rotary International [6]
- Présidente sortante du Club Rotary de Montréal
- Ancienne membre de l’American Society for Quality [6]
- Ancienne membre de l’American Oil Chemists' Society [6]
- Ancienne membre de l’Institute of Food Technologists [6]
- Membre de l’Institut canadien de science et technologie alimentaires [6]
- Récipiendaire du Prix André-Latour 2001 et du Prix du Gouverneur général pour l’innovation 2005 (Fondation du gouverneur/Centre de recherche et de développement sur les aliments) [2]
- Prix d’excellence en partenariats de recherche 2001 (Agriculture et Agroalimentaire Canada) [2]
- Prix de distinction 2001 du Comité consultatif sur les minorités visibles (CCMV) [2].
- Ses travaux sur des techniques novatrices pour la transformation du soja ont été récompensés par le Prix d’excellence canadien pour l’innovation en agriculture et agroalimentaire 2005 [2].